# 普里沃尔日斯基 (萨拉托夫州)
普里沃尔日斯基（羅馬化：Privolzhskiy）是俄罗斯萨拉托夫州最大的市级镇，同时为该州恩格斯区第二大聚居地。地处萨拉托夫州中西部，位于伏尔加河左岸，在区行政中心恩格斯西南侧，与州府萨拉托夫隔河相望。镇内设有同名铁路车站。
普里沃尔日斯基是俄罗斯最大的市级镇之一，其历史可追溯至1931年，与当地新建的肉类加工厂有关；1939年设市级镇。2022年人口有33,086人；2010年人口34,364；2002年人口32,087；1989年人口28,910。